# Makkai Ádám
Makkai Ádám (Budapest, 1935. december 16. – Budapest, 2020. január 18.) kétszeres Kossuth-díjas magyar költő, nyelvész, műfordító, a Chicagói Egyetem professzora. A Magyar Szent István-rend kitüntetettje. Makkai János újságíró, politikus  és Ignácz Rózsa fia, Rebecca Makkai édesapja. Sokat tett a magyar költészet és irodalom nemzetközi megismertetéséért.

## Életútja
Felsőfokú tanulmányokat az ELTE magyar–francia szakán folytatott. Az 1956-os forradalom leverése után az Amerikai Egyesült Államokba emigrált. 
Nagyon rossz káder voltam itthon. Anyámat, Ignácz Rózsát, az erdélyi református paplányt klerikális, irredenta írónak bélyegezték, apám jobboldali politikus volt, amit ugyan megbánt, sőt a németek le is csukták, mégis rosszul hangzott a neve akkoriban, ráadásul a családjából mások is szerepeltek a kommunisták feketelistáján. Kezdetben 80 centes órabérért konyhai kisegítő voltam, aztán 1957-ben én voltam az első 56-os menekült, aki bekerült a Harvardra. 
A Harvard Egyetemen B.A., a Yale Egyetemen M.A., majd 1965-ben nyelvészdoktorátusi fokozatot (PhD) szerzett. Disszertációja Az angol nyelv idiómaszerkezete, könyv formájában is megjelent 1972-ben a hágai Mouton kiadónál. Kutatási területe mindvégig a nyelvek idiómaszerkezete.
Metafizikába hajló, ironikus verseket írt és magyar költők verseit népszerűsítette angol nyelven. Folyóiratokat, antológiákat szerkesztett, és egyetemeken tanított nyelvészetet. 1958–1960 közt a honolului Iolani College-ban, majd a hawaii egyetemen, 1962-től a Yale, a Kuala Lumpur-i, 1965-től a Los Angeles-i egyetemeken tanított, 1967-től az illinois-i egyetem nyelvészeti tanszékén tanár, 1969-től rendkívüli professzor. 1988-tól a hongkongi baptista főiskolán oktatta az angol nyelvészetet.
Megalapította a Forum Linguisticum című szakfolyóiratot. 1973-tól munkatársa lett az Ötágú Síp című magyar irodalmi folyóiratnak. 1969-ben tagjai közé választotta az Amerikai Nyelvészek Társasága. 1974-ben megalapította a Linguistic Association of Canada and the United States nyelvészeti egyesületet, amelynek ügyvezető és kiadóbizottsági elnöke lett.
Kultúrtörténeti jelentőségű munkája a magyar költői antológia szerkesztése, amelyet mind angol (In Quest of the Miracle Stag), mind magyar nyelven (A csodaszarvas nyomában: A legszebb ezer vers költészetünk nyolc évszázadából) közreadott (Budapest, 2002, 1000 oldal); az utóbbi kötetet tankönyvnek is ajánlották.
A világ nyomtatásban megjelenő szakirodalmának 96 százaléka ma angol nyelven íródik, s az angolul való megjelenés vágya és egzisztenciális kényszere ugyanúgy kísért Nyugat-Európában, mint Magyarországon vagy Romániában. Az, hogy valaki franciául vagy a hajdanában oly igen presztízses német nyelven írt egy irodalomelméleti munkát, szinte nem számít a szűkebb honi területen kívül.

## Családja
A költő második házasságából két leánygyermeke született, akik már férjhez mentek, unokákkal ajándékozták meg a költőt. Harmadik felesége, Arany Ágnes családja erdélyi származású, Arany János oldalági rokona. A költő édesanyja kovásznai születésű, ahol ápolják emlékezetét, s költő fiát is nagy szeretettel fogadták. Nem csoda, hogy a házaspár szinte Kovásznát érezte igazi otthonának.[forrás?]

## Kötetei (válogatás)
- Szomj és ecet. Versek; Amerikai Magyar Írók, Los Angeles, 1966
- K² = 13 vagy K a négyzeten egyenlő tizenhárommal; Amerikai Magyar Írók, Cleveland (Ohio), 1970
- Jupiter szeme. Összegyűjtött és válogatott versek, 1952–1990; Héttorony, Budapest, 1991
- „Cantio nocturna peregrini”. Hétnyelvű rejtvény; Johann Wolfgang von Goethe Wanderers Nachtlied verse alapján; Corvina–Atlantis-Centaur, Chicago–Budapest, 1996
- A csodaszarvas nyomában – A legszebb ezer vers költészetünk nyolc évszázadából; Tinta Könyvkiadó, A magyar nyelv kézikönyvei, Budapest, 2002, ISBN 9639372374
- Úristen! Engedj meghalni! Petőfi Sándor pokoljárása és megidvezülése. Val(lát)omások; Árgus–CET Belvárosi, Székesfehérvár–Budapest, 2003
- Az erő. Szabálytalan önéletrajz hatodfél évtized barangolásaiból versben és prózában. Budapest–Chicago, 1979–2003; CET Belvárosi, Budapest, 2003
- In Quest of the Miracle Stag I–II. The Poetry of Hungary, International Association of Hungarian Language and Culture, 1996/2000 és 2003, ISBN 9632108140
- Jézus és a démonok imája. Összegyűjtött versek, 1952–2005; Atlantis-Centaur–Pro-Print, Chicago–Csíkszereda, 2005
- Kutyapest. Válogatott és új versek; Erdélyi Híradó, Kolozsvár, 2010, ISBN 978-606-8118-03-1
- Itthon. Válogatott és új versek; Budapest, Előretolt Helyőrség; Sepsiszentgyörgy, ARTprinter, 2015
- Kutyapest. Válogatott versek; Kárpát-medencei Tehetséggondozó Nonprofit Kft., Budapest, 2018

## Egyéb művei
- Idiom structure in English; Mouton, Hague–Paris, 1972 (Janua linguarum Ser. maior)
- A dictionary of American idioms / Angol/amerikai idiomatikus szólások és kifejezések tára; International House, Budapest, 1987
- Ecolinguistics: ¿Toward a New **Paradigm** for the Science of Language?; Pinter–Akadémiai–St. Martin's Press, London–New York–Budapest,1993 (Open Linguistics Series)
- Jézus és a démonok imája; Tinta Könyvkiadó, Budapest, 2005 ISBN 9637094369
- Guy de Pourtalès(wd): Három zarándok Chartres-ba tart (a szöveg átdolgozása és utószó), Tinta Könyvkiadó, Budapest, 2008, ISBN 9789637094880
- Angol társalgási zsebkönyv (Makkai Arany Ágnessel), Tinta Könyvkiadó, Budapest, 2012, ISBN 9786155219115

## Díjak, elismerések
- Füst Milán Fordítói Alapítvány Nagydíja (2007)
- Kossuth-díj (2011)
- Kossuth-nagydíj (2016)[7]
- Magyar Szent István-rend (2016)